# 52e Legerkorps
Het Duitse 52e Legerkorps (Duits: Generalkommando LII. Armeekorps) was een Duits legerkorps van de Wehrmacht tijdens de Tweede Wereldoorlog. Het korps vocht uitsluitend in de zuidelijke sector van het oostfront. 

## Krijgsgeschiedenis

### Oprichting
Het 52e Legerkorps werd opgericht op 25 november 1940 in Keulen, in de Wehrkreis (militair district) VI.

### 1941
Het korps voerde tot eind februari 1941 de deknaam "Kommandostab Hannover" en tot 9 april de deknaam "Kommandostab Scharnhorst". Pas daarna kreeg het de naam LII. Armeekorps. 
Voor de Balkanveldtocht stond het korps in reserve voor het 2e Leger ten noorden van Graz met de 125e, 169e en 197e Infanteriedivisies. Bij het begin van Operatie Barbarossa werd het korps ingezet om de Galicische grensverdediging te doorbreken. Daar stootte het korps via de Horin door naar de Stalin-linie. Die werd bij Jaltoesjtsjiv doorbroken. Vervolgens was het korps in actie in achtervolgingen naar de Dnjepr. Dan volgde de omsingelingsslag bij Oeman, als deel van de westelijke ring. Vervolgens trok het korps op naar de Dnjepr, die overgestoken werd bij Krementsjoek. Vandaar volgde de opmars naar het gebied rond Poltava en door naar Artemivsk in de oblast Donetsk. Het korps bleef de hele winter daar en was niet betrokken in enige grote slag tot zomer 1942.

### 1942

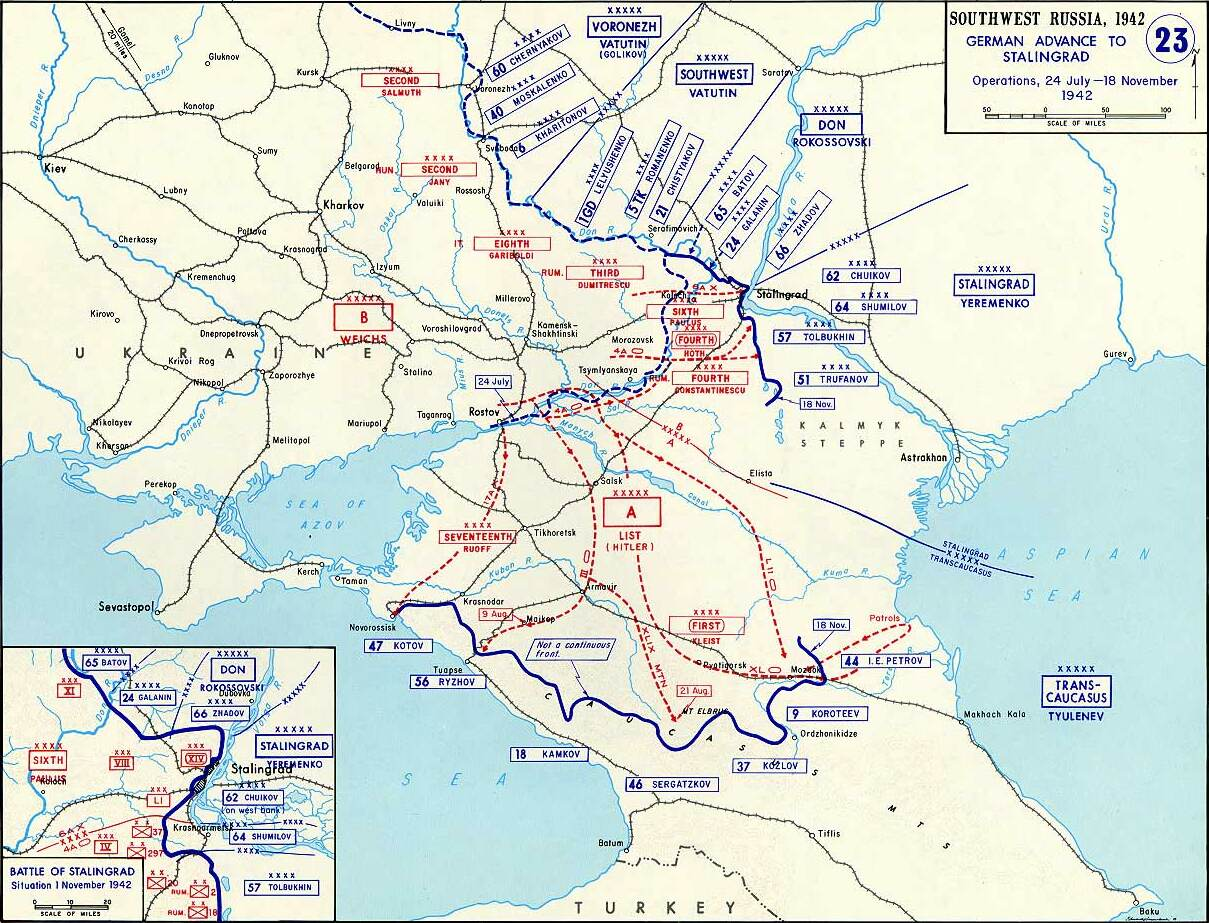
Opmars van 52e Legerkorps naar de Kaukasus

Bij het begin van het zomeroffensief op 28 juni 1942, beschikte het korps slechts over 1 divisie, de 111e Infanteriedivisie. Het korps rukte vanaf 9 juli op vanuit het Donetsk-gebied richting de Donets en de Don, en stak de Don begin augustus over in de buurt van Konstantinovsk. Vervolgens begon een snelle achtervolgingsopmars op de verre linkervleugel van het 1e Pantserleger richting de Kaukasus door de Kalmukken-steppe. Het korps beschikte over de 111e en 370e Infanteriedivisies. Al begin september lag het korps voor de Terek bij Mozdok, maar daar liep de opmars vast. Vervolgens lukte het om samen met het 3e Pantserkorps de Terek over te steken en de stad Terek zelf te veroveren, maar daarna was het over. In de daarop volgende 3 maanden bleef het korps in dezelfde frontlijn tussen Terek en Mozdok. Ten gevolge van de dramatische ontwikkelingen rond Stalingrad moest Heeresgruppe A ook terugtrekken.

### 1943
Op 1 januari 1943 begon het 1e Pantserleger zich los te maken van de vijand. Het korps, met de 50e en 111e Infanteriedivisies, zette ook de terugtocht in, maar in plaats van met het 1e Pantserleger richting Rostov te gaan, trok het korps zich terug richting het zich vormende Koebanbruggenhoofd. Vanaf februari vormde het korps de noordflank van het bruggenhoofd. Maar niet voor lang, want in maart werd het korps teruggetrokken over de Straat van Kertsj en naar het gebied rond Charkov gedirigeerd. Daar kreeg het korps een frontlijn toegewezen aan de zuidzijde van de zich net gevormde Koersk saillant (uitstulping in de frontlinie). In de Slag om Koersk vormde het korps de linkervleugel van de aanval van het 4e Pantserleger. Het korps kon slechts weinig voortgang boeken tegen de defensie van het Sovjet 40e Leger. Bij het begin van de slag, op 5 juli 1943, beschikte het korps over de 57e, 255e en 332e Infanteriedivisies. Nadat de Sovjets met hun tegenoffensief begonnen, moest het korps al snel de terugtocht richting de Dnjepr aanvaarden. Deze terugtocht liep via Gadjatsj en tussen Krementsjoek en Dnjepropetrovsk werd de rivier overgestoken richting het westen. Op 4 oktober 1943 beschikte het korps over de 262e, 328e en 355e Infanteriedivisies en de resten van de 38e, 161e en 293e Infanteriedivisies. Echter, op 15 oktober lanceerde het Steppe Front de P'iatykhatky Operatie, stak de Dnjepr over en rukte op via P'iatykhatky naar Kryvy Rih. Het korps stond in het brandpunt van deze operatie. Het korps eindigde het jaar in de frontlinie eerst ten noordoosten en later ten noordwesten van Kryvy Rih.

### 1944

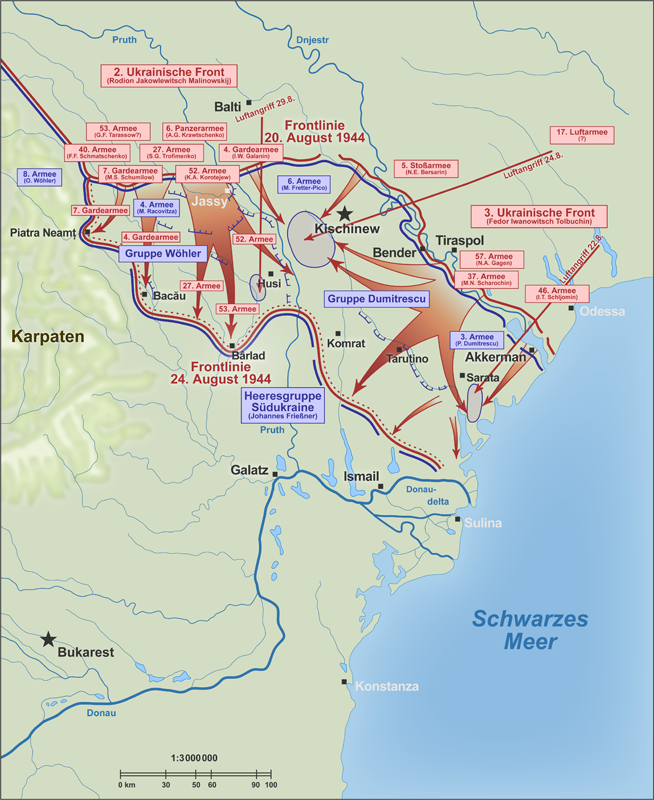
Het Sovjet Iași–Chișinău Offensief

Het korps bleef in de frontlijn tussen Kryvy Rih en Kirovograd tot maart 1944. Begin maart opende het Rode Leger zijn voorjaarsoffensief en als onderdeel daarvan startte het 2e Oekraïense Front op 5 maart het Oeman–Botoșani Offensief. Het korps sloot zich aan bij de algemene Duitse terugtocht uit Oekraïne. Gedurende vijf lange weken trok het korps terug tot het  rond 15 april achter de Dnjestr bij Chișinău eindigde. Hier waren de uitgeputte Duitse troepen in staat om weer een verdedigingslinie op te bouwen.

Gedurende de volgende vier maanden waren de Duitsers in staat hun strijdkrachten weer op sterkte te brengen. Op 20 augustus 1944 barstte het Sovjet Iași–Chișinău Offensief los. Het korps beschikte op die dag over 161e, 294e en 320e Infanteriedivisies. Twee Sovjet fronten vielen op de flanken van het 6e Leger aan en hadden binnen enkele dagen het leger omsingeld. Het korps vocht zich moeizaam terug, tezamen met 3 andere korpsen, maar een overgang over de Proet lukte niet meer tegenover de Sovjet-overmacht. In de dagen rond 27 augustus was er van een georganiseerde leiding of weerstand geen sprake meer. Op 29 augustus hield het 52e Legerkorps op te bestaan bij Tomai. Officieel werd het korps op 27 september 1944 ontbonden.

## Bovenliggende bevelslagen
| Leger                      | Legergroep       | Plaats/regio               | Begin              | Eind               |
| -------------------------- | ---------------- | -------------------------- | ------------------ | ------------------ |
| 11. Armee                  | Heeresgruppe C   | Heimat                     | december 1940      |                    |
| 2. Armee                   | --               | Oostenrijk                 | april 1941         |                    |
| 11. Armee                  | --               | Heimat                     | mei 1941           |                    |
| 17. Armee                  | Heeresgruppe Süd | Oeman, Kiev, Donets, Isjum | juni 1941          | juli 1942          |
| 1. Panzerarmee             | Heeresgruppe A   | (Noord)-Kaukasus           | augustus 1942      | januari 1943       |
| 17. Armee                  | Heeresgruppe A   | Koeban                     | januari 1943       | maart 1943         |
| Armee-Abteilung Kempf      | Heeresgruppe Süd | Charkov                    | april 1943         |                    |
| Auffrischungs-Stab Charkow | Heeresgruppe Süd | Charkov                    | mei 1943           |                    |
| 4. Panzerarmee             | Heeresgruppe Süd | Belgorod                   | juli 1943          | augustus 1943      |
| 8. Armee                   | Heeresgruppe Süd | Dnjepr                     | september 1943     |                    |
| 1. Panzerarmee             | Heeresgruppe Süd | Dnjepr                     | oktober 1943       | eind december 1943 |
| 8. Armee                   | Heeresgruppe Süd | Dnjepr                     | eind december 1943 | 25 februari 1944   |
| 6. Armee                   | Heeresgruppe A   | Oeman                      | 26 februari 1944   | 1 april 1944       |
| 6. Armee                   | Südukraine       | Dnjestr                    | 1 april 1944       | 29 augustus 1944   |

## Commandanten
| Rang                   | Naam                  | Begin            | Eind               |
| ---------------------- | --------------------- | ---------------- | ------------------ |
| General der Infanterie | Kurt von Briesen      | 25 november 1940 | 20 november 1941 † |
| Generalleutnant        | Albert Zehler         | 20 november 1941 | 10 december 1941   |
| General der Infanterie | Eugen Ott             | 10 december 1941 | 1 oktober 1943     |
| General der Infanterie | Hans-Karl von Scheele | 1 oktober 1943   | 20 november 1943   |
| General der Infanterie | Erich Buschenhagen    | 20 november 1943 | 1 februari 1944    |
| General der Infanterie | Rudolf von Bünau      | 1 februari 1944  | 1 april 1944       |
| General der Infanterie | Erich Buschenhagen    | 1 april 1944     | augustus 1944      |